# Kocury (województwo zachodniopomorskie)
Kocury – wieś w Polsce położona w województwie zachodniopomorskim, w powiecie świdwińskim, w gminie Połczyn-Zdrój.
W latach 1975–1998 miejscowość administracyjnie należała do województwa koszalińskiego. Przy północnej części wsi płynie struga Karsina.